# Neuhäusel

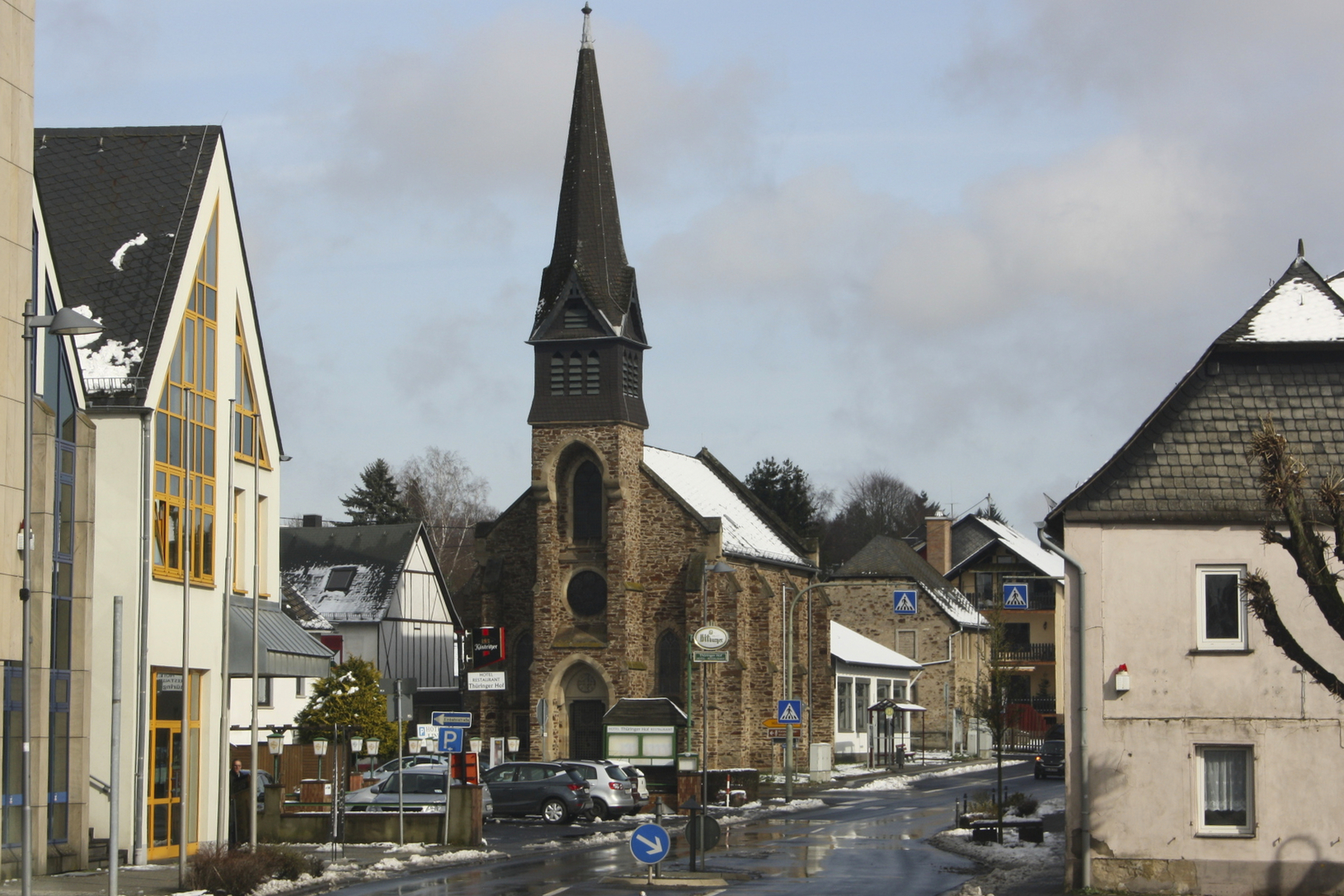
Ortskern von Neuhäusel (2020)

Neuhäusel ist eine Ortsgemeinde im Westerwaldkreis in Rheinland-Pfalz. Sie gehört der Verbandsgemeinde Montabaur an.

## Geographische Lage
Neuhäusel liegt zwischen Montabaur und Koblenz im Gebiet der Augst-Gemeinden. Naturräumlich ist Neuhäusel Bestandteil des Unterwesterwalds im Naturpark Nassau. Nachbargemeinden sind Simmern im Westen, Kadenbach im Osten und Eitelborn im Südosten.

## Geschichte
Das im Jahr 1198 zuerst erwähnte Musbach als Vorgängersiedlung von Neuhäusel war ein kleines Dorf, das in der Nähe der heutigen Ortsgemeinde lag. Ihm folgten das im Jahr 1537 zum letzten Mal erwähnte Neuspay und der 1669 genannte Wirt beym Creutz. Im Jahr 1675 erscheint zum ersten Mal der Name Neuhäusel.
Seit dem Mittelalter gehörte das heutige Gemeindegebiet von Neuhäusel zum Kurfürstentum Trier. Infolge des Reichsdeputationshauptschlusses fielen 1803 die rechtsrheinischen Gebiete des Kurfürstentums Trier, somit auch Neuhäusel, an das Fürstentum Nassau-Weilburg. Von 1806 an gehörte der Ort zum Herzogtum Nassau und wurde vom Amt Montabaur verwaltet. Neuhäusel war von 1815 an Zollstation an der nassauischen Grenze zu Preußen. 1866 kam das Gebiet zu Preußen, Neuhäusel gehörte seit 1867 zu dem damals neu gebildeten preußischen Unterwesterwaldkreis in der Provinz Hessen-Nassau. Seit 1946 gehört Neuhäusel zum Land Rheinland-Pfalz.
Auf Grund der Lage an der wichtigen Verkehrsverbindung zwischen Rhein und dem Westerwald entwickelte sich Neuhäusel im Laufe der Jahrhunderte von einer Raststation für Fuhrleute zu einer Gemeinde mit Zentrumscharakter.
Bevölkerungsentwicklung
Die Entwicklung der Einwohnerzahl der Gemeinde Neuhäusel, die Werte von 1871 bis 1987 beruhen auf Volkszählungen:
| Jahr | Einwohner |
| 1815 | 172       |
| 1835 | 248       |
| 1871 | 325       |
| 1905 | 578       |
| 1939 | 639       |
| 1950 | 719       |

| Jahr | Einwohner |
| 1961 | 1.014     |
| 1970 | 1.331     |
| 1987 | 1.589     |
| 1997 | 2.094     |
| 2005 | 2.072     |
| 2024 | 2.029     |

## Politik

### Gemeinderat
Der Gemeinderat in Neuhäusel besteht aus 16 Ratsmitgliedern, die bei der Kommunalwahl am 9. Juni 2024 in einer personalisierten Verhältniswahl gewählt wurden, und der ehrenamtlichen Ortsbürgermeisterin als Vorsitzender.
Die Sitzverteilung im Gemeinderat:
| Wahl | SPD | CDU | WGB | FWV | UBG | Gesamt   |
| ---- | --- | --- | --- | --- | --- | -------- |
| 2024 | 3   | 5   | 8   | –   | –   | 16 Sitze |
| 2019 | 5   | 6   | –   | 5   | –   | 16 Sitze |
| 2014 | 3   | 7   | –   | 4   | 2   | 16 Sitze |
| 2009 | 3   | 6   | –   | 4   | 3   | 16 Sitze |
| 2004 | 2   | 7   | –   | 4   | 3   | 16 Sitze |
| 1999 | 3   | 7   | –   | 4   | 2   | 16 Sitze |

- WGB = Wählergruppe Busch
- FWV = Freie Wählervereinigung Neuhäusel e. V.
- UBG = Unabhängige Bürgergruppe Neuhäusel e. V.

### Bürgermeister
Barbara Sartor wurde am 30. Oktober 2024 Ortsbürgermeisterin von Neuhäusel. Da für die Direktwahl am 9. Juni 2024 kein Wahlvorschlag eingereicht wurde, oblag die Neuwahl des Bürgermeisters gemäß rheinland-pfälzischer Gemeindeordnung dem Rat. Da dieser auf seiner konstituierenden Sitzung keinen Bewerber fand, musste zunächst für drei Monate der Staatsbeauftragte Guido Göbel die wichtigsten Amtsgeschäfte fortführen. Bei der Sitzung am 30. Oktober kandidierten zwei Bewerber für das vakante Amt. Nach drei unentschiedenen Wahlgängen musste schließlich gemäß Gemeindeordnung das Los entscheiden.
Sartors Vorgänger Wolfgang Matz (FWV) hatte das Amt am 31. März 2021 übernommen, nachdem er bei der Direktwahl am 14. März 2021 mit einem Stimmenanteil von 57,7 % gewählt worden war. Der Vorgänger von Matz, Werner Christmann (CDU), hatte das Ehrenamt von 2009 bis Ende 2020 inne.

### Wappen
Für den Handel, den Verkehr und den Ort zu beiden Straßenseiten stehen im Ortswappen die beiden halben silbernen Wagenräder und das silberne Feld in der Mitte des Wappens. Die 1877 erbaute alte St.-Anna-Kirche ist als roter Kirchturm mit Westportal dargestellt. Der Heilige Donatus wird durch ein blaues Schwert mit goldenem Griff symbolisiert. Die grüne Doppelflanke versinnbildlicht die reizvolle Lage des Ortes.

### Gemeindepartnerschaft
Seit 1992 besteht eine Partnerschaft mit der französischen Gemeinde Sauvigny-les-Bois.

## Kultur und Sehenswürdigkeiten
Siehe Liste der Kulturdenkmäler in Neuhäusel

## Wirtschaft und Infrastruktur

### Dorferneuerung
Die Gemeinde ist seit dem Frühjahr 2006 Investitions- und Maßnahmenschwerpunkt der Dorferneuerung.

### Verkehr
Durch die B 49 (Montabaur–Koblenz) ist die Gemeinde an das Verkehrsnetz angeschlossen. Bis zur Fertigstellung der Ortsumgehung 2007 führte die Straße durch Neuhäusel.
In Neuhäusel beginnt die Kannenbäckerstraße, die über Höhr-Grenzhausen und Ransbach-Baumbach nach Boden östlich von Moschheim führt.
Neuhäusel wird durch die Linienbusse der Linie 116/460 (Koblenz–Montabaur–Westerburg–Rennerod/Bad Marienberg) des DB-Tochterunternehmens Rhein-Mosel-Bus täglich ca. im Stundentakt bedient.
Die nächstgelegenen Anschlussmöglichkeiten an den Eisenbahnfernverkehr sind der Bahnhof Montabaur an der Schnellfahrstrecke Köln–Rhein/Main sowie Koblenz Hauptbahnhof an der linken Rheinstrecke.

### Radwanderwege
Durch Neuhäusel führt der Deutsche Limes-Radweg. Dieser folgt dem Obergermanisch-Raetischen Limes über 818 km von Bad Hönningen am Rhein nach Regensburg an der Donau.

### Sicherheit
Die Freiwillige Feuerwehr Neuhäusel ist eine von drei Stützpunktfeuerwehren der Verbandsgemeinde Montabaur, die für den Brandschutz und die allgemeine Hilfe sorgen. Der Ausrückbereich umfasst neben Neuhäusel die Gemarkungen der Ortschaften Eitelborn, Kadenbach und Simmern.

## Personen
- Mathilde Muthig (1909–1996, bekannter als Mathilde Weber), NS-Ärztin am Idsteiner Kalmenhof, verbrachte ihre letzten Lebensjahre in Neuhäusel.